# Maria am Gestade

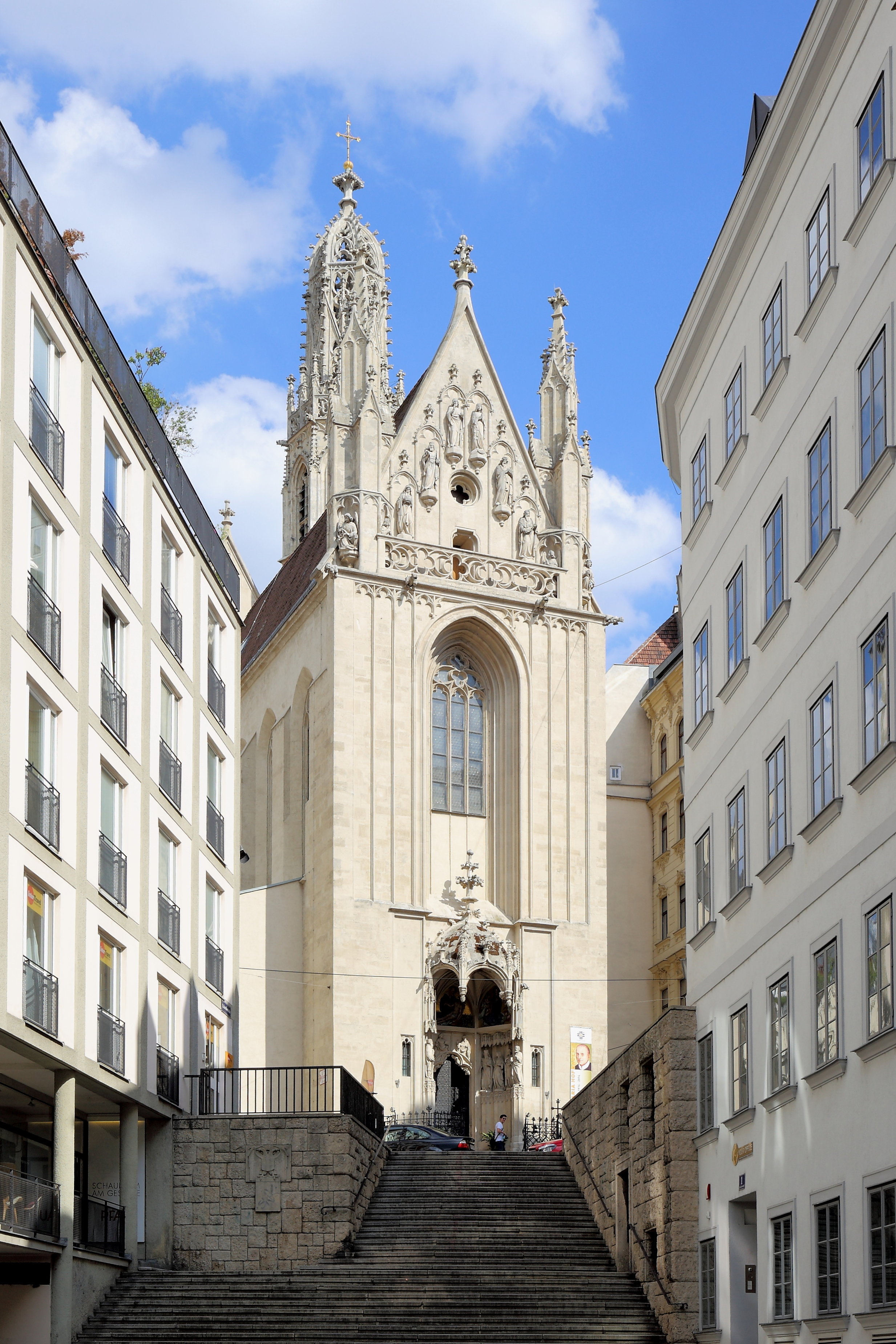
Maria am Gestade, Viena.

Maria am Gestade es una de las iglesias más antiguas de Viena (Austria) y uno de los pocos ejemplos que quedan en la ciudad de arquitectura gótica. La iglesia se localiza en Salvatorgasse 12, cerca del canal del Danubio y era frecuentada tradicionalmente por los navegantes.
Se dice que antes había una iglesia de madera en este lugar en el siglo IX, que servía como lugar de culto para pescadores y navegantes. La iglesia se menciona por primera vez en documentos de 1158. El presente edificio fue construido entre 1394 y 1414 en estilo gótico y en 1409 la iglesia pasó a formar parte de la diócesis de Passau. Cuando se estableció la diócesis de Viena en 1469, Maria am Gestade quedó aislada del resto su diócesis. Fue desacralizada en 1786 y usada como almacén y establo durante la ocupación de Viena por parte de Napoleón (1809). En 1812 la iglesia fue renovada y nuevamente consagrada. La iglesia se asocia con la comunidad checa de Viena.
La característica más llamativa de la iglesia es su torre de 56 metros de alto, construida de 1419 a 1428. Se la puede distinguir a gran distancia y aparece representada en las imágenes más viejas de la ciudad. De cerca, la portada de su fachada occidental cuenta con una pequeña escalinata de diez peldaños, rematada por un pórtico hexagonal cubierto por una semicúpula. El coro contiene dos paneles góticos de 1460. Los ventanales conservan fragmentos de vitrales medievales.
- Datos: Q701837
- Multimedia: Maria am Gestade / Q701837